# Kalendarium historii Czechosłowacji
Kalendarium historii Czechosłowacji – uporządkowany chronologicznie wykaz dat i wydarzeń z historii Czechosłowacji.

## Powstanie Czechosłowacji i okres międzywojenny
- 1918 – w wyniku rozpadu monarchii austro-węgierskiej powstała Czechosłowacja[1]
- 1920 – uchwalenie konstytucji[1]
- 1920 – w wyniku sporu z Polską rozstrzygnięto przez arbitraż międzynarodowy podział Śląska Cieszyńskiego pomiędzy oba państwa[1]
- 1920–1921 – Czechosłowacja wraz z Rumunią i Królestwem SHS utworzyły Małą Ententę[1]
- 1921 – powstała Komunistyczna Partia Czechosłowacji[2]
- 1924 – Czechosłowacja zawarła traktat przymierza i przyjaźni z Francją[1]
- 1935 – wzmogły się tendencje nazistowskie i separatystyczne wśród Niemców sudeckich oraz na ziemiach słowackich[1]
- 1938 – wybuch kryzysu sudeckiego pomiędzy Czechosłowacją a III Rzeszą[3]
- 1938 – Czechosłowacja (zmuszona przez Francję i Wielką Brytanię) przyjęła warunki układu monachijskiego[1]
- październik 1938 – Niemcy zajęły Sudety i północne Morawy[1], a Polska Zaolzie

## Okupacja niemiecka
- 14 marca 1939 – sejm słowacki proklamował niepodległość Słowacji[1]
- 15 marca 1939 - Niemcy zajęły pozostałą część Czech i Moraw, tworząc 16 marca Protektorat Czech i Moraw
- 1940 – w Londynie powstał czechosłowacki rząd na emigracji (z premierem Janem Šrámekiem)[1]
- grudzień 1943 – rząd czechosłowacki na uchodźstwie zawarł układ o przyjaźni, wzajemnej pomocy i współpracy powojennej z ZSRR[1]
- grudzień 1943 – pod wpływem komunistów powstała Słowacka Rada Narodowa[1]
- sierpień–październik 1944 – powstanie słowackie[1]
- 1 listopada 1944 – Słowacka Rada Narodowa ogłosiła Deklarację Narodu Słowackiego[4]
- marzec 1945 – przedstawiciele władz Czechosłowacji zawarli w Moskwie porozumienie z KPCz dotyczące odrodzenia państwa dwóch narodów – Czech i Słowacji[1]
- 1945 – wyzwolono Czechosłowację, przywrócono granice sprzed 1938 (z wyjątkiem Ukrainy Zakarpackiej, która przypadła ZSRR)[1]

## Rządy komunistyczne
- 1945 – upaństwowienie największych zakładów przemysłowych, towarzystw akcyjnych i banków[1]
- luty 1948 – w wyniku tzw. praskiego zamachu władzę przejęła Komunistyczna Partia Czechosłowacji[1]
- marzec 1948 – przeprowadzono reformę rolną[1]
- kwiecień 1948 – przeprowadzono nacjonalizację handlu, usług i przemysłu[1]
- marzec 1948 – uchwalono konstytucję zapowiadającą przekształcenie Czechosłowacji w państwo socjalistyczne[1]
- 1949 – Czechosłowacja została członkiem RWPG[1]
- 1955 – Czechosłowacja została członkiem Układu Warszawskiego[1]
- 1960 – Zgromadzenie Narodowe uchwaliło nową konstytucję, w wyniku której zmieniono nazwę państwa na Czechosłowacką Republikę Socjalistyczną[1]
- 1963 – początek kryzysu gospodarczego[1]
- styczeń 1968 – powołało nowe kierownictwo partii z Alexandrem Dubčekiem na czele[1]
- 1968 – „praska wiosna”[1]
- sierpień 1968 – nastąpiła wojskowa interwencja ZSRR, Bułgarii, NRD, PRL-u i Węgier[1]
- sierpień 1968 – Dubček został wywieziony do Moskwy i zmuszony do podpisania protokołu uzasadniającego interwencję[5]
- październik 1968 – Zgromadzenie Narodowe uchwaliło ustawę konstytucyjną o federacyjnej strukturze państwa[1]
- 1969 – Jan Palach dokonał samospalenia przeciwko zdławieniu „praskiej wiosny”[6]
- 1969 – na czele państwa stanął Gustáv Husák[1]
- 1977 – powstała niezależna grupa opozycyjna Karta 77[1]
- 1978 – opozycjoniści czechosłowaccy i polscy spotkali się na pograniczu[6]
- lata 80. XX w. – kryzys gospodarczy[1]
- 1981 – chwilowy wybuch protestów przeciwko wprowadzeniu w Polsce stanu wojennego[6]
- 1981 – powołano Solidarność Polsko-Czechosłowacką[6]
- 25 marca 1988 – w Bratysławie kilka tysięcy osób zebrało się, modląc się i protestując przeciwko ograniczaniu swobód religijnych[6]
- 28 października 1988 – manifestacje w Pradze[6]
- 15–21 stycznia 1989 – manifestacje na terenie Czechosłowacji – „tydzień Palacha”[6]
- 17 listopada 1989 – początek masowych wystąpień na rzecz zmian systemu politycznego[6]
- 20 listopada 1989 – ok. 200 tys. ludzi uczestniczyło w protestach przeciwko systemowi komunistycznemu[6]
- 25 listopada 1989 – ok. 700 tys. ludzi uczestniczyło w protestach w Pradze[6]
- 27 listopada 1989 – wybuch dwugodzinnego strajku generalnego[6]
- 27 listopada–3 grudnia 1989 – strajk studentów[6]
- 29 listopada 1989 – w wyniku nowelizacji konstytucji usunięto zapisy o przewodniej roli partii[6]
- grudzień 1989 – KPCz zrezygnowała z jedynowładztwa partii w Czechosłowacji[1]
- 29 grudnia 1989 – prezydentem został opozycjonista Václav Havel[6]

## Demokratyczna Czechosłowacja
- kwiecień 1990 – przeprowadzono federalizację[6]
- 8–9 czerwca 1990 – wybory parlamentarne[6]
- 20 kwietnia 1990 – zmieniono nazwę państwa na Czeską i Słowacką Republikę Federacyjną[7]
- czerwiec 1992 – wybory parlamentarne wygrała w Czechach Obywatelska Partia Demokratyczna, a na Słowacji Ruch „O Demokratyczną Słowację”[1]
- 20 lipca 1992 – Słowacja ogłosiła deklarację niepodległości[7]
- 25 lipca 1992 – Zgromadzenie Federalne zgodziło się na rozpad Czechosłowacji[7]
- 1 stycznia 1993 – powstały Czechy i Słowacja[1]